# Miguel Ángel Gariazú
Miguel Ángel Antonio Gariazú Tórrez (Luque, 20 de octubre de 1961) es un exfutbolista paraguayo que se desempeñaba como guardameta. 

## Biografía
Su apodo, 'el Puma' provenía de su aspecto, que asimilaron los hinchas con el popular cantante venezolano. 
Nació en Paraguay, pero muy joven siguió la estela de otros coterráneos suyos que emigraron a Bolivia y donde tuvieron gran éxito.
De gran complexión física, se caracterizaba por sus veloces salidas y sus extraordinarios reflejos, además de sus audaces anticipos de ataques.
Su primer equipo en Bolivia fue el Litoral de La Paz, para luego pasar por 5 equipos de distintas ciudades bolivianas, hasta que en 1989 arribó al Club The Strongest donde desplegó su mejor faceta futbolística.
Durante los siguientes 4 años fue el guardameta titular del Gualdinegro, y adquirió la nacionalidad boliviana. La adquisición de la ciudadanía boliviana no fue problema, ya que su abuelo, Rodolfo Antonio Gariazú Luna, era un combatiente boliviano que fue capturado por el Ejército Paraguayo durante la Guerra del Chaco. El tiempo que vivió como prisionero en Asunción tuvo una relación con una joven paraguaya con la que tuvo un hijo, que fue el padre de Miguel Ángel.
Miguel Ángel, en Bolivia encontró a sus antepasados, que le ayudaron con los trámites de la nacionalización y se casó y tuvo tres hijos, y estaba incluido en la nómina de la Selección Boliviana que debía acudir al Mundial de Estados Unidos cuando en enero de 1994 en una desafortunada jugada se golpeó la cabeza y motivó su retiro como jugador.
Después de su costosa recuperación, y vanos intentos por volver a la actividad futbolística como jugador, decide retirarse y dedicarse a la Dirección Técnica llegando a dirigir The Strongest en 2001.

## Clubes
| Club                    | País    | Año         |
| ----------------------- | ------- | ----------- |
| Club Litoral            | Bolivia |             |
| Ferroviario             | Bolivia |             |
| The Strongest           | Bolivia | 1987 - 1990 |
| ORCOBOL                 | Bolivia | 1991        |
| Universitario de Potosí | Bolivia | 1992        |
| Independiente Petrolero | Bolivia | 1993        |
| The Strongest           | Bolivia | 1994        |

## Palmarés

### Campeonatos nacionales
| Título           | Club          | Año  |
| ---------------- | ------------- | ---- |
| Primera División | The Strongest | 1989 |
| Primera División | The Strongest | 1993 |